# Joni Eareckson Tada
Joni Eareckson Tada, född 15 oktober 1949, är en amerikansk kristen författare och aktivist för funktionshindrade. 
Eareckson föddes i Baltimore som den yngsta av fyra systrar. Hennes förnamn uttalas som "Johnny". Som ung var hon aktiv i sport- och utomhusaktiviteter. I juli 1967 missbedömde hon vattendjupet när hon dök i Chesapeake Bay och drabbades av fraktur i ryggmärgen som gjorde henne tetraplegiskt förlamad och rullstolsburen. Efter olyckan drabbades hon av depression och förtvivlan men fann efter en tid styrka i religiös övertygelse. Hon lärde sig måla tavlor genom att hålla penseln i munnen och skrev även en självbiografi, Joni, som också filmatiserades 1979 med henne själv i huvudrollen. Boken översatt till svenska av Martha Sand.
Hon grundade sedan den kristna organisationen Joni and Friends Ministries och har varit programledare för radio- och TV-programmen Joni and Friends. Hon gifte sig 1982 med Ken Tada. Hon har skrivit flera böcker och även spelat in gospelmusik. Hon har bland annat skrivit en bok om sin kamp mot bröstcancer.
Hon sjöng ledmotivet till filmen Alone Yet Not Alone (2013). Sången blev Oscarsnominerad för bästa sång, vilket var oväntat för en så pass okänd film, men blev senare diskvalificerad från tävlingen då Oscarskommittén ansåg att kompositören Bruce Broughton hade marknadsfört den på ett otillåtet sätt.